# Michael Snow
Michael Snow er en advokat fra Seattle og indtil 2010 formand for Wikimedias bestyrelse. Han blev valgt til denne post 17. juli 2008, efter at være indvalgt i bestyrelsen i februar.
Snow har været frivillig i Wikipedia siden december 2003. Han er også Wikipedia administrator (på engelsk Wikipedia) og grundlægger af nyhedsbrevet for bidragsydere på den engelske Wikipedia, The Signpost. I 2006 fungerede Snow som talsmand for Wikimedia.